# مؤسسة الصحافة العالمية للصور
مؤسسة الصحافة العالمية للصور أو وورلد برس فوتو هي منظمة مستقلة غير ربحية في أمستردام، هولندا. تأسست في عام 1955، ومن المعروف أن المنظمة تعقد مسابقة التصوير الصحفي السنوية. منذ عام 2011، نظمت مؤسسة الصحافة العالمية للصور مسابقة صور الصحافة العالمية كل عام منفصله لإنتاج الوسائط الإعلامية الصحفية، بالتعاون مع هيومن رايتس ووتش وتيم هيثرنجتون جرانت السنوي.

## الأهداف
الهدف الأساسي للمنظمة هو دعم التصوير الصحفي الاحترافي على نطاق دولي واسع من خلال أكاديمية وورلد بريس للتصوير. تهدف المؤسسة إلى تحفيز التطورات في مجال التصوير الصحفي، وتشجيع نقل المعرفة، والمساعدة في تطوير معايير مهنية عالية في الصحافة المرئية وتعزيز التبادل الحر وغير المقيد للمعلومات. كما تنظم عددًا من المشاريع التعليمية في جميع أنحاء العالم كالندوات وورش العمل ومعرض يوب سوارت ماستر السنوي.

## حفل توزيع الجوائز
يقام حفل توزيع الجوائز السنوي في الكنيسة القديمة في أمستردام. بعد المسابقة، يتم تجميع الصور الخاصة بالجوائز في معرض متنقل. يتم نشر كتاب سنوي يقدم جميع إدخالات الجوائز سنويًا بست لغات.
بالإضافة إلى نشر صور الصحافة العالمية للعام، تحدد المسابقة الفائزين في الفئات الأخرى التالية: الأخبار العاجلة، الأخبار العامة، الأشخاص، الرياضة، القضايا المعاصرة، الحياة اليومية، الصور والطبيعة.

### الفائزين الجدد

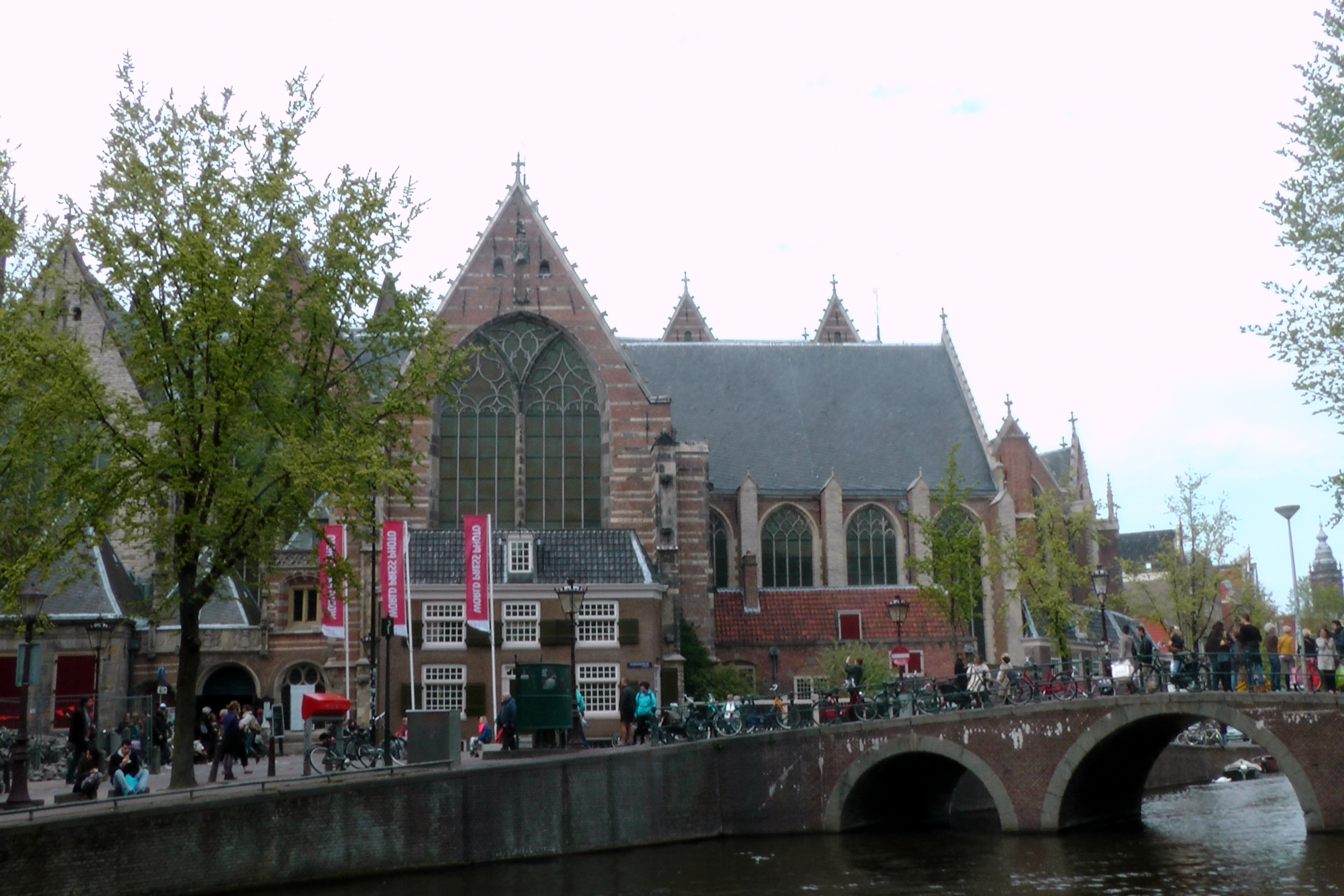
معرض صور الصحافة العالمية في أمستردام، مايو 2013.

فاز المصور المقيم في نيويورك سبنسر بلات من موقع صور غيتي عام 2006. أظهرت صورته مجموعة من اللبنانيين الشباب يقودون سياراتهم في أحد أحياء جنوب بيروت التي دمرتها القصف الإسرائيلي. التقطت الصورة في 15 أغسطس 2006، وهو اليوم الأول لوقف إطلاق النار بين إسرائيل وحزب الله عندما بدأ الآلاف من اللبنانيين في العودة إلى ديارهم بعد حرب لبنان 2006.
في عام 2007، شاركت مجموعه مكونة من 4460 مصورًا محترفًا من 124 دولة مختلفة ب 78083 صورة في المسابقة. وكان الفائز هو المصور البريطاني تيم هيثيرنغتون.
في عام 2008، فاز أنتوني سوا، من الولايات المتحدة الأمريكية، بجائزة الصحافة العالمية للعام للمرة الثانية (الأولى كانت في عام 1987).
فاز آميت شعل من إسرائيل بالجائزة الثالثة في عام 2011 في فئة الفنون والترفيه: قصص. خلال معرض في لبنان في ذلك العام، طُلب من صور الصحافة العالمية إزالة صور شعل لأنه وفقًا لمديرية العامة للأمن العام، كانت لبنان وإسرائيل «في حالة حرب». رفض صور الصحافة العالمية ووضع رقابة على الفنان الإسرائيلي واغلق المعرض قبل عشرة أيام من الموعد المحدد.

## المعارض
في نوفمبر 2017، أقامت مؤسسة الصحافة العالمية للصور أكبر معرض أمريكي لها على الإطلاق، في العاصمة واشنطن ديبونت دوبونت سيركل في الفضاء الفني.

## يوب سوارت ماستر
في عام 1994، قامت صور الصحافة العالمية بتنظيم يوب سوارت ماستر، حيث يتم اختيار المصورين الصحفيين الذين يُعتبرون بارزين لتوجيه مجموعة من المصورين الشباب.

## وصلات خارجية
- قائمة بالفائزين بحائزة مؤسسة الصحافة العالمية للصور من عام 2005- الآن.
- الفائزون بحائزة مؤسسة الصحافة العالمية للصور عام 2005- بي بي سي.
- الفائزون بحائزة مؤسسة الصحافة العالمية للصور عام 2005- بي بي سي
- معرض مؤسسة الصحافة العالمية للصور في أمستردام مايو 2013- بي بي سي.